# Nestory Irankunda
Nestory Irankunda (* 9. Februar 2006 in Kigoma, Tansania) ist ein australischer Fußballspieler. Der Flügelspieler steht aktuell beim FC Watford unter Vertrag. Er hält den Rekord für die meisten Tore, die vor Erreichen des 18. Lebensjahrs in der A-League erzielt wurden, und wurde mit seinem 50. Ligaeinsatz für Adelaide United gegen Perth Glory am 9. Februar 2024 zum jüngsten Spieler, der 50 Spiele in der A-League bestritt.

## Karriere

### Vereine

#### Anfänge
Irankunda wurde in einem Flüchtlingslager in Tansania, als drittältestes Kind mit zwei älteren Brüdern und fünf jüngeren Schwestern geboren. Seine Eltern stammten ursprünglich aus Burundi, flohen aber aufgrund des damals eskalierenden Bürgerkriegs im Land aus ihrer Heimat. Sie zogen bald darauf nach Australien und kamen zuerst nach Perth und ließen sich später in einem Vorort von Adelaide nieder. Während seiner Juniorenzeit im australischen Fußball spielte er bei den Northern Wolves und Parafield Gardens, bevor er von den Adelaide Croatia Raiders aus der National Premier League (NPL) entdeckt und unter Vertrag genommen wurde, wo sein Talent auffiel.

#### Adelaide United
Nach einem Probetraining wurde er 2021 von Adelaide United unter Vertrag genommen. In seinem ersten Jahr bei Adelaide United spielte Irankunda zunächst in der Reservemannschaft, nach ein paar Wochen kam er dann in der zweitklassigen NPL-Mannschaft (Adelaide United Youth) zum Einsatz. Nach guten Leistungen erhielt er im September 2021 einen Profivertrag. Am 8. Januar 2022 wurde Irankunda im Alter von 15 Jahren und 333 Tagen zum sechstjüngsten Spieler in der Geschichte der A-League und zum drittjüngsten Spieler, der jemals für Adelaide United gespielt hat, als er sein Debüt gegen den Rivalen Melbourne Victory beim 1:1-Unentschieden im Melbourne Rectangular Stadium gab. Am 30. Januar erzielte Irankunda sein erstes Ligator, einen Freistoß in der Nachspielzeit zum 2:1-Sieg gegen die Newcastle United Jets, und wurde damit zum zweitjüngsten Torschützen der Liga im Alter von 15 Jahren und 355 Tagen nach Mohamed Toure. Am 26. Mai 2022 wurde Irankunda zusammen mit seinen Teamkollegen Isaías Sánchez und Alexandar Popovic in den Kader der A-League-All-Stars für das Spiel gegen den spanischen Spitzenklub FC Barcelona berufen.
In der folgenden Saison 2022/23 absolvierte er 22 Spiele in der A-League, wobei er fünf Tore erzielen konnte. Gerüchte über einen Wechsel des Talents nach Europa tauchten in den Medien auf.
Nach 35 Einwechslungen gab Irankunda am 20. Oktober 2023 beim 3:0-Sieg gegen die Central Coast Mariners im Coopers Stadium sein Startelfdebüt für Adelaide United. Während des Spiels erreichte er eine Höchstgeschwindigkeit von 37,02 km/h und stellte damit einen neuen Mannschaftsrekord für den schnellsten Sprint in einem Spiel auf; nur Kyle Walker aus der vorangegangenen Saison der Premier League übertraf diese Geschwindigkeit mit 37,31 km/h.

#### Über München nach Zürich und weiter nach England
Zum 1. Juli 2024 wechselte Irankunda zum FC Bayern München, bei dem er vorrangig für die zweite Mannschaft in der viertklassigen Regionalliga Bayern eingeplant war. Seine Entscheidung, zu den „Bayern“ zu wechseln anstatt in die Premier League, wurde auch von den Sympathien seines Vaters für den deutschen Rekordmeister beeinflusst. Die Sommervorbereitung 2024 absolvierte Irankunda mit der Profimannschaft von Vincent Kompany. Dieser nominierte ihn für das erste Pflichtspiel der Saison, das Erstrundenspiel im DFB-Pokal gegen den Zweitligisten SSV Ulm 1846, für den Spieltagskader. Allerdings kam er beim 4:0-Sieg nicht zum Einsatz. Bis zur Winterpause kam Irankunda 15-mal für die zweite Mannschaft zum Einsatz und erzielte vier Tore. Zudem war er dreimal mit den A-Junioren (U19) in der UEFA Youth League aktiv. Im Dezember 2024 saß Irankunda in der Champions League ein zweites Mal bei den Profis ohne Einsatz auf der Bank.
Anfang Januar 2025 wurde Irankunda bis zum Ende der Saison 2024/25 an den Schweizer Erstligisten Grasshopper Club Zürich ausgeliehen.
Im Sommer 2025 wechselte Irankunda zum FC Watford.

### Nationalmannschaft
Irankunda ist berechtigt, Tansania, Burundi oder Australien auf internationaler Ebene zu vertreten. Er nahm mit der U17-Nationalmannschaft Australiens an der Asienmeisterschaft 2023 teil, bestritt vier Turnierspiele und erzielte drei Tore. In der Qualifikation für dieses Turnier kam er am 5., 7. und 9. Oktober 2022 – jeweils in Shepparton – gegen die U17-Nationalmannschaften der Nördliche Marianen, Kambodschas und Chinas zum Einsatz. Im ersten Spiel gelangen ihm beim 23:0-Sieg fünf Tore, im dritten, beim 3:1-Sieg, zwei Tore. Am 14. März 2023 wurde Irankunda das erste Mal in die australische A-Nationalmannschaft berufen, kam jedoch nicht zum Einsatz. Sein Debüt gab er schließlich am 6. Juni 2024 in Dhaka beim 2:0-Sieg über die Nationalmannschaft Bangladeschs im fünften Spiel der WM-Qualifikationsgruppe I. Sein erstes A-Länderspieltor erzielte er am 11. Juni 2024 im letzten Spiel der WM-Qualifikationsgruppe I; beim 5:0-Sieg über die Nationalmannschaft Palästinas sorgte er per Strafstoß in der 87. Minute für den Endstand.